# براون هولمز
براون هولمز (بالإنجليزية: Brown Holmes)‏ هو كاتب سيناريو أمريكي، ولد في 12 ديسمبر 1907، وتوفي في 12 فبراير 1974.

## وصلات خارجية
- براون هولمز على موقع IMDb (الإنجليزية)
- براون هولمز على موقع أول موفي (الإنجليزية)
- براون هولمز على موقع قاعدة بيانات الفيلم (الإنجليزية)